# باشگاه فوتبال فوکستون اینویکتا
باشگاه فوتبال فوکستون اینویکتا (به انگلیسی: Folkestone Invicta Football Club) یک باشگاه فوتبال در شهر فوکستون، کشور انگلستان است که در سال ۱۹۳۶ میلادی تأسیس شده‌است.